# ホルボールエステル

12-O-テトラデカノイルホルボール 13-アセタートの化学構造

ホルボールエステル（Phorbol ester）類は、有機化合物の一群であり、様々な植物、特にトウダイグサ科およびジンチョウゲ科植物で見られる。化学的には、四環式ジテルペノイドであるホルボールのエステル誘導体である。

## 生物活性
ホルボールエステル類は腫瘍形成を促進する活性を持つことで知られている。特に、12-O-テトラデカノイルホルボール 13-アセタート（TPA）は、発がんのモデルにおいて生物医学研究の試薬として使用される。
ホルボールエステルを含む植物はしばしば有毒である。